# Softbox

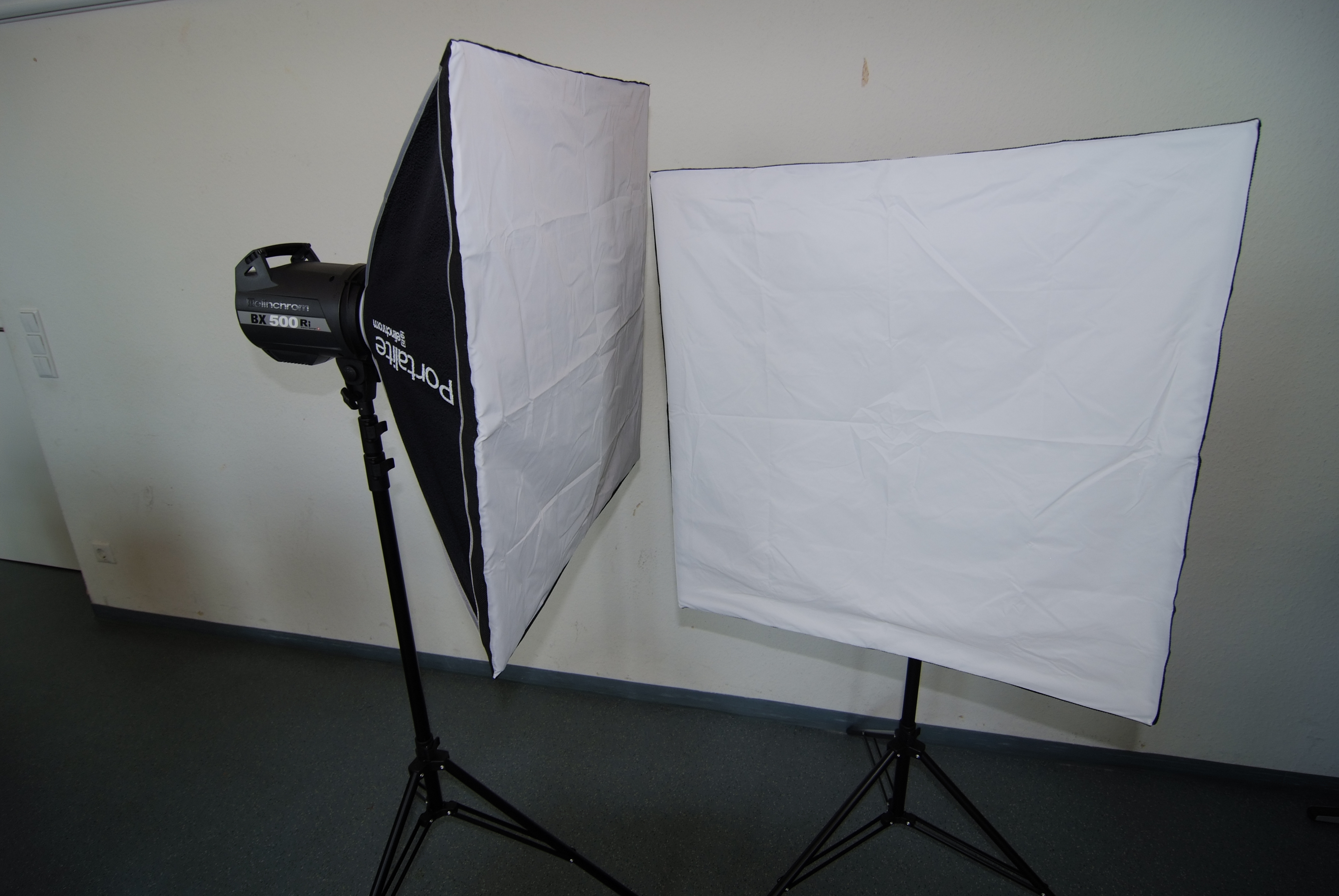
Twee softboxen (2010)

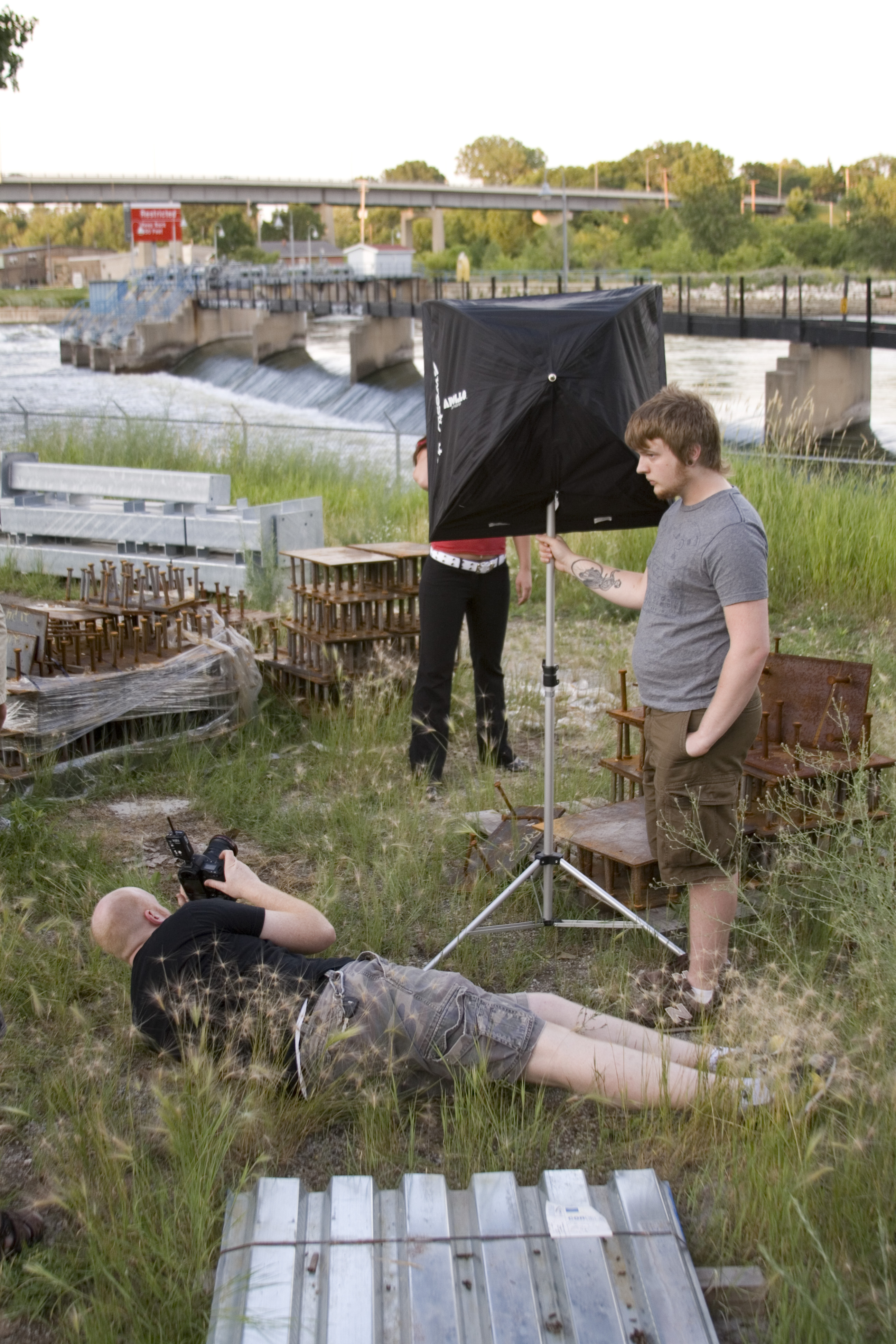
Portretfotografie buiten, met een soft box (2008)

Een softbox of lichtkast is een hulpmiddel in de fotografie dat is bedoeld om het licht van een studiolamp of flitser gelijkmatig te verdelen. Dit wordt bereikt door het licht binnen de softbox door een diffuus materiaal te leiden, en soms ook door het intern te reflecteren. Achter de lamp zit een matglazen plaat.

## Beschrijving en gebruik
De softbox is een ruimte waarbinnen een lichtbron kan worden geplaatst. Dit kan een lamp, een studioflitser of een elektronenflitser zijn, afhankelijk van de toepassing. Vaak is het een voorzetstuk voor studioverlichting. De voorzijde kan diverse vormen hebben: vaak voorkomende vormen zijn achtkantig, vierkant en rechthoekig.
Het gebruik van een softbox zorgt voor een gelijkmatige belichting van het model of onderwerp. Het diffuse licht doet oneffenheden gladder lijken en licht schaduwpartijen op. Hoewel meestal in een studio gebruikt, bijvoorbeeld voor pasfoto's, worden softboxen ook bij buitenfotografie ingezet om donkere schaduwen op te lichten.
Als een softbox in combinatie met een lichtbron wordt gebruikt die veel warmte genereert, dient het maximaal aanbevolen vermogen van de lichtbron niet te worden overschreden in verband met brandgevaar.

## Hulpmiddelen
Als een softbox slechts een gedeelte van het onderwerp moet uitlichten, kan een rooster worden gebruikt: een rooster dat van zwart gekleurd materiaal is gemaakt en dat voorkomt dat het licht zich naar andere richtingen verspreidt dan die waarin de softbox is gericht. Andere hulpmiddelen zijn gekleurde filters, die voor of rondom de lichtbron worden geplaatst.

## Typen softboxen

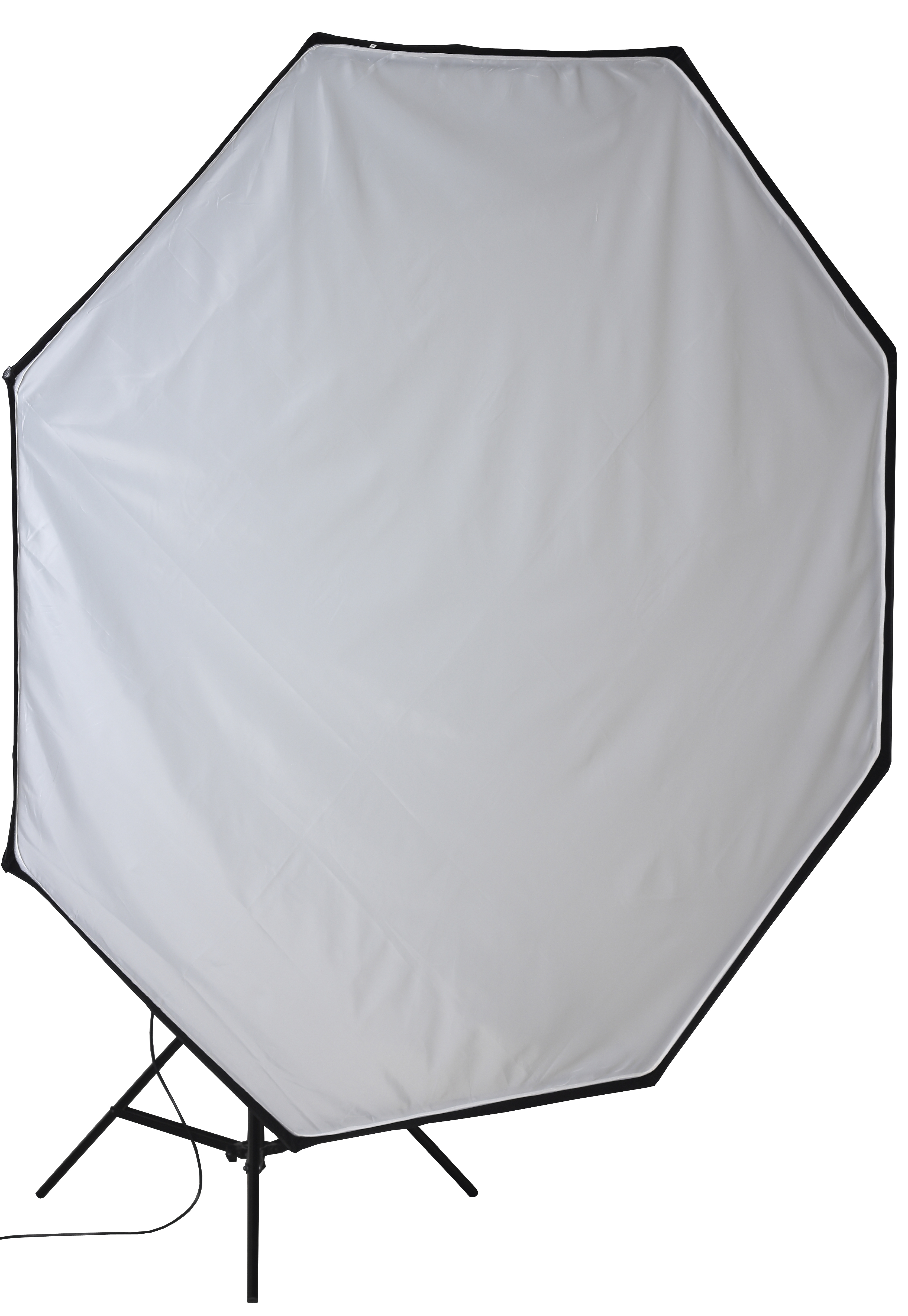
Octabox
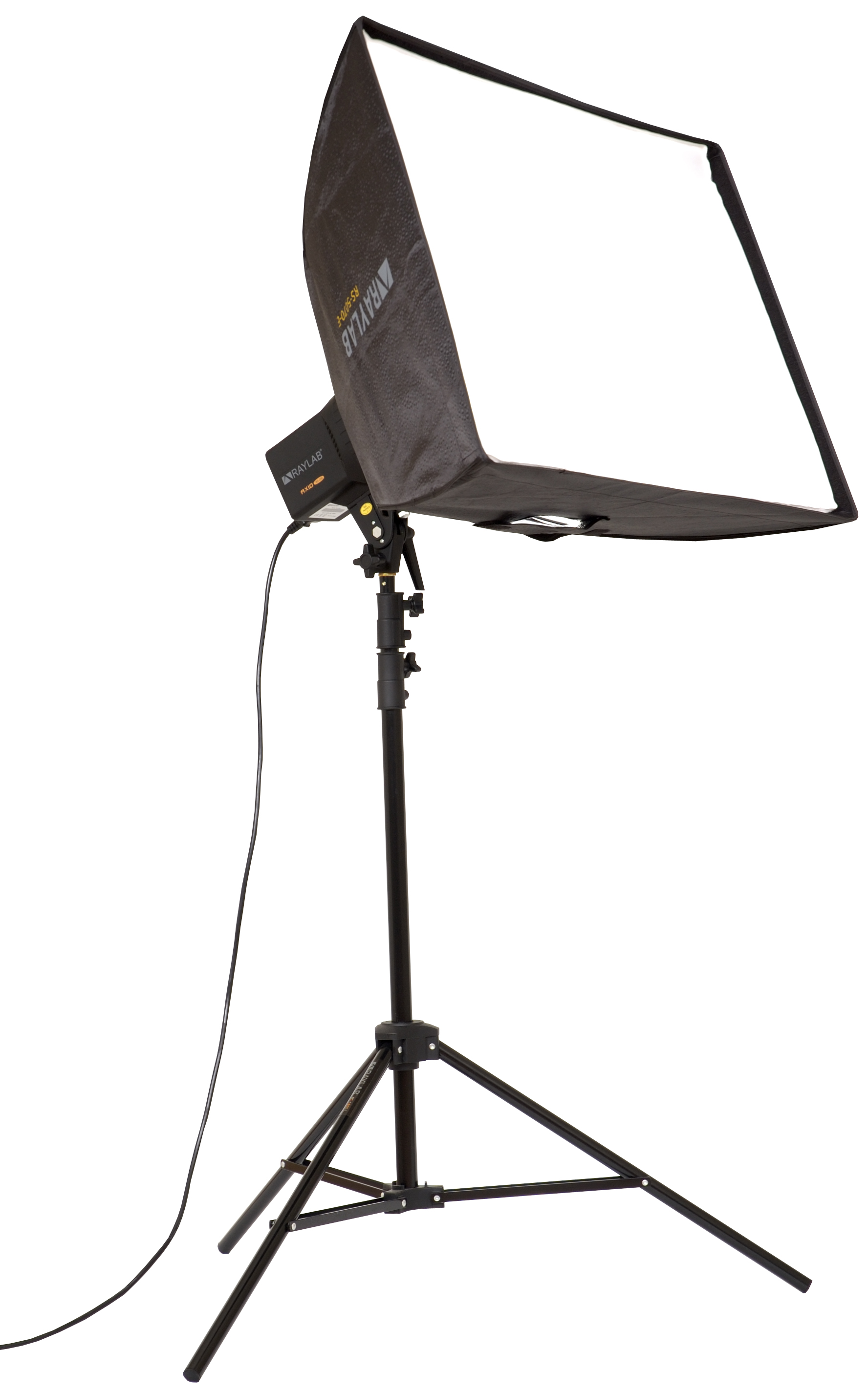
Vierkant
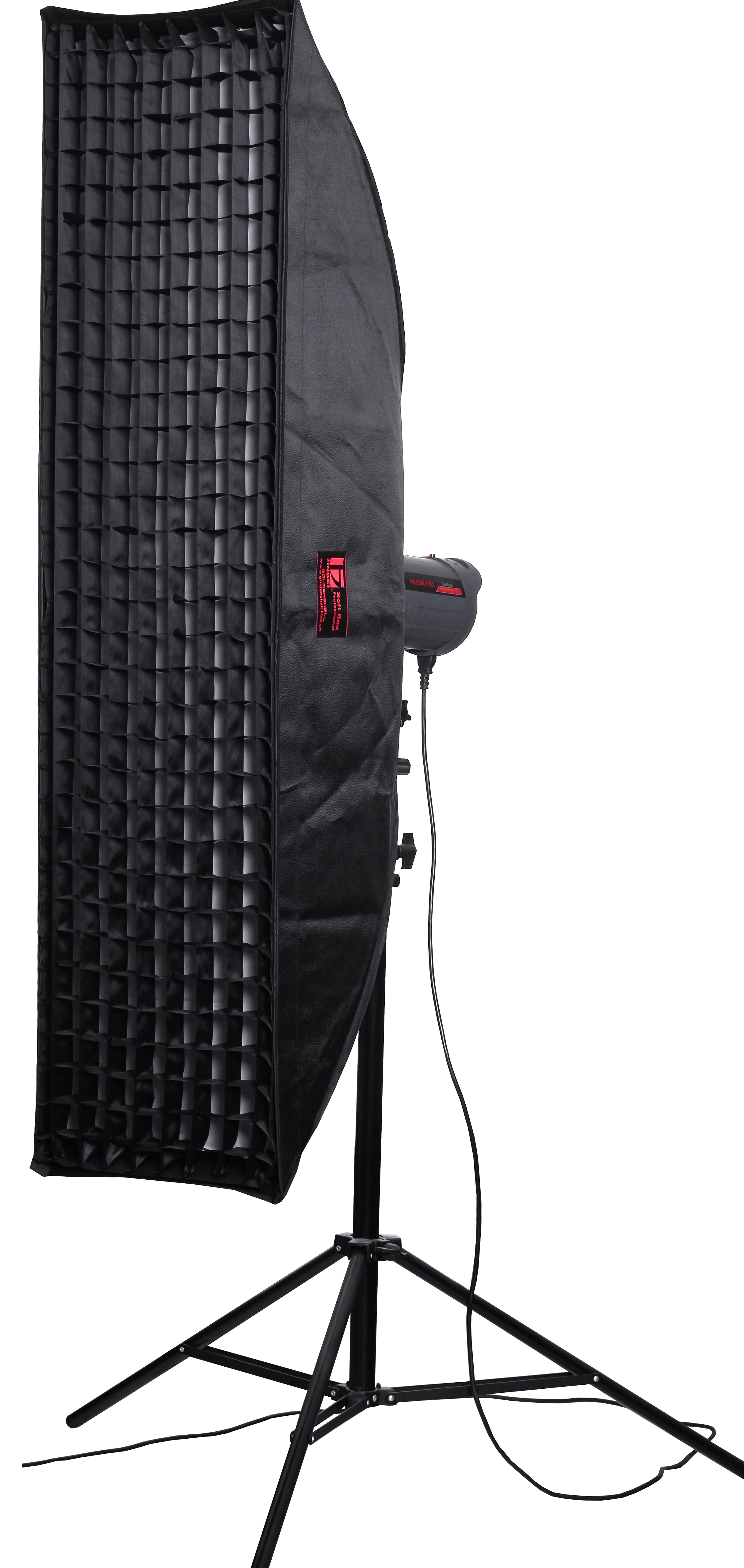
Stripbox
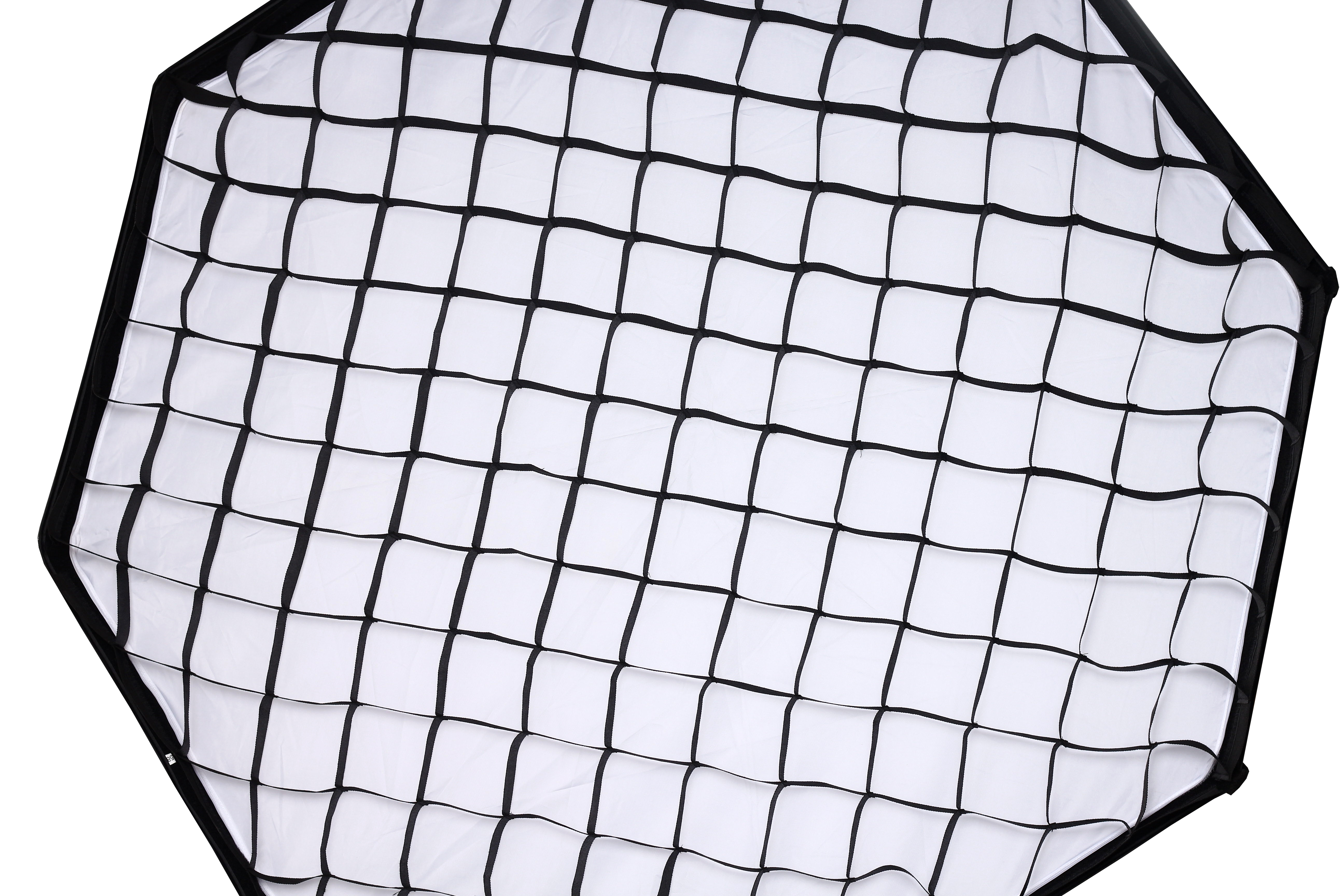
Achtkantig honingraatrooster